# John Leckie
John William Leckie (Londres, 23 de outubro de 1949) é um produtor musical e engenheiro de som inglês.

## Primeiros anos
Nascido em Paddington, Londres, Leckie estudou na The Quintin School, uma escola secundária no noroeste de Londres, depois na Ravensbourne College of Art and Design em Bromley. Depois de deixar a escola, ele trabalhou para a United Motion Pictures como assistente de áudio.

## Carreira
Leckie começou a trabalhar no Abbey Road Studios em 15 de fevereiro de 1970 como operador de fita, graduando-se posteriormente como engenheiro e produtor musical. Durante o início de sua carreira, ele trabalhou como operador de fita com artistas como George Harrison em All Things Must Pass, John Lennon em John Lennon/Plastic Ono Band e Syd Barrett em Barrett. Ele mudou-se para a mesa para ser engenheiro do Pink Floyd em Meddle e Wish You Were Here, para o álbum Mott da banda Mott the Hoople e Red Rose Speedway de Paul McCartney e Wings e o single "Hi, Hi, Hi". Outras sessões de engenharia em Abbey Road nessa época foram com Roy Harper, Soft Machine, Sammy Hagar, o álbum Western Justice de Jack Rieley e as últimas gravações com Syd Barrett.
Seu primeiro trabalho como produtor foi o terceiro álbum do Be-Bop Deluxe, Sunburst Finish, uma colaboração que continuou com Modern Music, Live! In The Air Age e Drastic Plastic. Em 1977, Leckie produziu as bandas The Adverts em Crossing the Red Sea with The Adverts, Magazine em Real Life e Doctors of Madness em Figments of Emancipation.
Leckie deixou Abbey Road em 1978 e produziu álbuns para o Simple Minds (Life in a Day, Real to Real Cacophony e Empires and Dance). Para o fundador do Be-Bop Deluxe, Bill Nelson, ele produziu o álbum Sound on Sound do Red Noise e o álbum solo subsequente de Nelson, Quit Dreaming and Get On The Beam (este último não lançado até 1981). Leckie gravou o single de estreia do grupo Public Image Ltd., chamado "Public Image". e produziu The Human League em Holiday 80. O trabalho de Leckie com o XTC incluiu a produção de seu primeiro single e EP 3D, e os dois primeiros álbuns de estúdio, White Music e Go 2. Ele produziu 25 O'Clock e Psonic Psunspot, que o XTC lançou sob o pseudônimo de The Dukes of Stratosphear em meados dos anos 1980.
Em 1989, Leckie produziu o álbum de estreia dos Stone Roses, The Stone Roses. O álbum foi eleito o melhor disco de todos os tempos em uma pesquisa musical feita pela BBC Radio 6 Music e aparece como número um na lista dos cem melhores álbuns britânicos do The Observer de 2004. Alguns meses depois, ele produziu e mixou o single "Fools Gold", que alcançou a quarta posição no UK Singles Chart, e no início de 1990 ele produziu e mixou o single "One Love", que também alcançou o número quatro no Reino Unido. Leckie também trabalhou em grande parte da gravação do álbum Second Coming, da mesma banda.
Em 1994, Leckie produziu e projetou o álbum The Bends, do Radiohead. No ano seguinte, produziu All Change, da banda Cast, que tornou-se o álbum de estreia mais vendido da gravadora Polydor Records.
No final da década de 1990, Leckie começou a trabalhar com a banda britânica Muse, produzindo seus dois primeiros álbuns: Showbiz (1999) e Origin of Symmetry (2001). Ele os encorajou a fazer experimentações, em particular sugerindo o uso de instrumentos de percussão incomuns como o balafom, crânios de animais e chocalhos feitos com unhas de lhama. Apesar de não estar envolvido em seus trabalhos posteriores, Leckie continuou a ser influente para a banda. No Music Producers Guild Awards de 2010, a canção "Uprising", produzida pelo próprio grupo, venceu a categoria Single Britânico do Ano e o vocalista Matt Bellamy afirmou em seu discurso que "Nós produzimos algo! Eu gostaria de agradecer a John Leckie por nos ensinar a produzir".

## Prêmios
- 1996 - Music Week Award de Melhor Produtor[25]
- 1996 - Q Award de Melhor Produtor[26]
- 1997 - Brit Award de Melhor Produtor[27]
- 2001 - Music Managers Forum de Melhor Produtor[25]
- 2011 - Music Producers Guild de Álbum do Ano no Reino Unido por The Coral[28]
- 2011 - BASCA Gold Badge Award[29]